# 丁澄
丁澄（14世紀—15世紀），字本清，浙江湖州府歸安縣人，明朝政治人物。

## 生平
丁澄是永樂二十一年（1423年）癸卯科浙江鄉試舉人，授壽州學正，善於教導學生，正統六年（1441年）七月擢行在監察御史，景泰元年（1450年）三月任湖廣道監察御史，五月陞南京大理寺右寺丞，三年（1452年）五月調南京通政使司右參議，五年（1454年）五月被南京十三道御史彈劾徇私枉法而下南京刑部監獄，很快復職，天順元年（1457年）明英宗復位，他被指為王文、于謙的同黨，被罷職為民。

## 引用
1. 1 2  光緒《歸安縣志·卷四十二·人物傳十》：丁澄，字本清，歸安人，永樂二十一年舉人，宣德中為壽州學正，善於教導，陞監察御史，景泰元年轉大理寺右寺丞，三年改通政司右參議 《中都志》、《列卿記》。天順復辟，科臣指為王文、于謙黨，劾澄等皆憸邪諂佞、國之大憝，乞明正典刑，上曰：「姑置之。」越三日命斬謙等，罷澄為民。 乾隆志
2. ↑  《明英宗睿皇帝實錄·卷八十一》：（正統六年七月乙卯）擢行人等官方員、羅鵠、丁澄、蔡愈濟、丁瑄等為行在福建等道監察御史，先是員等以行在吏部選送行在都察院理刑，至是右都御史王文言御史缺多，乞不拘例考授之，故有是命。
3. ↑  《明英宗睿皇帝實錄·卷一百九十·廢帝郕戾王附錄第八》：（景泰元年三月）戊辰復除監察御史張皙於貴州道，丁澄於湖廣道，李鑑於浙江道，姚福於雲南道……
4. ↑  《明英宗睿皇帝實錄·卷一百九十二·廢帝郕戾王附錄第十》：景泰元年五月甲辰朔……陞湖廣道監察御史丁澄為南京大理寺右寺丞。
5. ↑  《明英宗睿皇帝實錄·卷二百十六·廢帝郕戾王附錄第三十四》：（景泰三年五月庚子）陞四川左布政使張惠為南京禮部尚書，調南京大理寺右寺丞丁澄為南京通政司右參議。
6. ↑  《明英宗睿皇帝實錄·卷二百四十一·廢帝郕戾王附錄第五十九》：（景泰五年五月乙丑）南京通政司右參議丁澄下南京刑部獄，以十三道劾其狥私不宜任以總督糧儲也。
7. ↑  同治《湖州府志·卷七十二·人物傳》：丁澄，字本清，歸安人，永樂二十一年舉人，宣德中為壽州學正，善於教導，陞監察御史，景泰元年轉大理寺右寺丞，三年改南通政司右參議 《中都志》、《列卿記》。天順復辟，科臣指為王文、于謙黨，劾澄等皆憸邪諂佞、國之大憝，乞明正典刑，上曰：「姑置之。」越三日命斬謙等，罷澄為民。 胡志
8. ↑  《國朝列卿紀·卷之八十九·南京左右參議行實》：丁澄，字　　，浙江湖州府歸安縣人，永樂甲申【癸卯】鄉舉，景泰元年任南京大理寺右寺丞，三年改右參議，天順元年為民。